# 横山克
横山 克（よこやま まさる、1982年11月3日 - ）は、日本の作曲家、編曲家。所属事務所はミラクル・バス。

## 略歴
長野県東筑摩郡本城村（現・筑北村）出身。小学生の頃にピアノを習い、中学生の時にシンセサイザーを購入し作曲に関心を持つ。長野工業高等専門学校電子情報工学科を卒業後、映画音楽に興味を持ち、音楽大学への進学を目指すようになる。国立音楽大学作曲学科に在学中から作曲家として活動を開始し、卒業後は映画やアニメ、ドラマのサウンドトラック、アーティストへの楽曲提供、CM音楽などを手掛ける。

## 作品

### 映画
2011年
- 犬とあなたの物語 いぬのえいが・お母さんは心配症
- 高校デビュー（吉川慶と共同）

2014年
- 悪夢ちゃん The 夢ovie

2015年
- ヒロイン失格
- 心が叫びたがってるんだ。（ミトと共同）

2016年
- ガラスの花と壊す世界
- ちはやふる -上の句-
- ちはやふる -下の句-

2017年
- 22年目の告白 -私が殺人犯です-
- 心が叫びたがってるんだ。（実写映画版）
- 未成年だけどコドモじゃない

2018年
- ちはやふる -結び-
- 3D彼女
- コーヒーが冷めないうちに
- モンスターストライク THE MOVIE ソラノカナタ

2019年
- 空の青さを知る人よ
- BLACKFOX（橋口佳奈と共同）

2020年
- AI崩壊
- 弱虫ペダル
- モンスターストライク「ルシファー 絶望の夜明け」

2021年
- 映画 さよなら私のクラマー ファーストタッチ
- 劇場版 抱かれたい男1位に脅されています。〜スペイン編〜

2022年
- 劇場版ツルネ -はじまりの一射-
- ぼくらのよあけ
- 線は、僕を描く

2023年
- 劇場版Collar×Malice Deep Cover
- 夜が明けたら、いちばんに君に会いにいく（濱田菜月と共同）
- アリスとテレスのまぼろし工場

2024年
- トラペジウム
- ウマ娘 プリティーダービー 新時代の扉
- ふれる。（TeddyLoidと共同）
- 映画 ふしぎ駄菓子屋 銭天堂

2025年
- 僕らは人生で一回だけ魔法が使える
- 父と僕の終わらない歌

### テレビドラマ
2009年
- 偉人の来る部屋（TOKYO MX）

2010年
- TAXMEN（TOKYO MX）
- 警視庁失踪人捜査課（Audio Highsと共同、テレビ朝日）
- ハンマーセッション!（Audio Highsと共同、TBS）

2011年
- 華和家の四姉妹（福島祐子・瀬川英史と共同、TBS）
- 蜜の味〜A Taste Of Honey〜（フジテレビ）

2012年
- 理想の息子（日本テレビ）
- 猫弁〜死体の身代金〜（TBS）
- Answer〜警視庁検証捜査官（テレビ朝日）
- 恋愛検定（NHK BSプレミアム）
- 悪夢ちゃん（日本テレビ）

2013年
- 夜行観覧車（TBS）
- 35歳の高校生（日本テレビ）
- 名もなき毒（TBS）
- 七つの会議（NHK）
- ハニー・トラップ（フジテレビ）
- 天使とジャンプ（NHK）

2014年
- 福家警部補の挨拶（フジテレビ)
- アリスの棘（TBS）
- ペテロの葬列（TBS）
- 地獄先生ぬ〜べ〜（日本テレビ）
- Nのために（TBS）

2015年
- まっしろ（TBS）
- 残念な夫。（フジテレビ）
- 新・奇跡の動物園 旭山動物園物語2015〜命のバトン〜（フジテレビ）
- 戦う!書店ガール（関西テレビ）
- ナポレオンの村（TBS）
- 結婚式の前日に（TBS）

2016年
- スペシャリスト（テレビ朝日）
- 僕のヤバイ妻（関西テレビ）
- 砂の塔〜知りすぎた隣人（TBS）

2017年
- リバース（TBS）
- わろてんか（NHK）

2018年
- ホリデイラブ（エバン・コールと共同、テレビ朝日）
- 絶対零度〜未然犯罪潜入捜査〜 Season3（フジテレビ）

2019年
- 刑事ゼロ（エバン・コールと共同、テレビ朝日）
- ベトナムのひかり〜ボクが無償医療を始めた理由〜（NHK）

2020年
- トップナイフ－天才脳外科医の条件（日本テレビ）
- 絶対零度〜未然犯罪潜入捜査〜 Season4（フジテレビ）
- 荒ぶる季節の乙女どもよ。（毎日放送）

2021年
- ドリームチーム（NHK）
- ネメシス (日本テレビ)
- 最愛（TBS）
- 雨の日（橋口佳奈と共同、NHK）

2022年
- 愛しい嘘〜優しい闇〜（テレビ朝日）
- 純愛ディソナンス（フジテレビ）

2023年
- 三千円の使いかた（橋口佳奈と共同、フジテレビ）
- 転職の魔王様（橋口佳奈と共同、フジテレビ）
- Dr.チョコレート（日本テレビ）
- アオハライド（WOWOW）
- 事件（WOWOW）
- 泥濘の食卓（テレビ朝日）

2024年
- 厨房のありす（日本テレビ）
- GO HOME〜警視庁身元不明人相談室〜（日本テレビ）
- 恋愛バトルロワイヤル（Netflix）

2025年
- なんで私が神説教（日本テレビ）
- ちはやふる-めぐり- （日本テレビ）

### アニメ
2007年
- キミキス pure rouge（七瀬光、岩垂徳行と共同）

2008年
- もえがく★5

2009年
- クイーンズブレイドシリーズ

2010年
- 荒川アンダー ザ ブリッジシリーズ
- HEROMAN（共同）

2011年
- フリージング
- 変ゼミ

2012年
- BUTA
- クイーンズブレイド リベリオン
- あっちこっち
- じょしらく

2013年
- 超次元ゲイム ネプテューヌ THE ANIMATION（堤博明、金子憲次と共同）
- フリージング ヴァイブレーション
- 勇者になれなかった俺はしぶしぶ就職を決意しました。（堤博明と共同）
- 機巧少女は傷つかない

2014年
- ノブナガ・ザ・フール
- 信長協奏曲
- 四月は君の嘘
- 魔弾の王と戦姫

2015年
- ローリング☆ガールズ
- 山田くんと7人の魔女
- プラスティック・メモリーズ
- 乱歩奇譚 Game of Laplace
- 機動戦士ガンダム 鉄血のオルフェンズ

2016年
- ブブキ・ブランキ
- 迷家-マヨイガ-
- WWW.WORKING!!
- Occultic;Nine -オカルティック・ナイン-
- モンスターハンター ストーリーズ RIDE ON

2017年
- クズの本懐
- 亜人ちゃんは語りたい
- カブキブ!
- sin 七つの大罪（堤博明と共同）
- Fate/Apocrypha
- 恋と嘘（信澤宣明と共同）

2018年
- 天狼 Sirius the Jaeger
- 禍つヴァールハイト （アニメーション化プロジェクトティザートレーラー及びゲーム音楽）
- 寄宿学校のジュリエット
- 抱かれたい男1位に脅されています。

2019年
- フルーツバスケット
- 彼方のアストラ（信澤宣明と共同）

2020年
- A3!（橋口佳奈と共同）
- 空挺ドラゴンズ
- 体操ザムライ
- 禍つヴァールハイト -ZUERST-
- モンスターストライク ハレルヤ -運命の選択-

2021年
- ホリミヤ
- さよなら私のクラマー

2022年
- フルーツバスケット -prelude-
- アオアシ
- ようこそ実力至上主義の教室へ 2nd Season（橋口佳奈と共同）
- うる星やつら

2023年
- トモちゃんは女の子!
- マッシュル-MASHLE-

2024年
- 姫様“拷問”の時間です
- 夜のクラゲは泳げない
- ライジングインパクト

2025年
- 花は咲く、修羅の如く
- 帝乃三姉妹は案外、チョロい。

### ラジオ
2008年
- FMシアター 握手をしよう（NHK）

2009年
- FMシアター 前略、桜舞うアパートの庭から（NHK）

2010年
- FMシアター 鳥を放つ日（NHK）

2011年
- FMシアター あの人（NHK）
- FMシアター ニンに合わない（NHK）

### ゲーム
- 禍つヴァールハイト（KLab）
- 終末のアーカーシャ（NetEase）
- ノアズハート（Archosaur Games）
- 光ノ語-LUMINOUS（FunCat Games）

### 楽曲提供

#### テレビ番組
2009年
- ワイド!スクランブル テーマ曲「pinwheel」（テレビ朝日）

2010年
- NHKスペシャル 日本列島 奇跡の大自然（髙見優と共同、NHK）

2011年
- ワイド!スクランブル テーマ曲「Arabesque」（テレビ朝日）
- 100分de名著 テーマ曲（NHK）
- さかのぼり日本史 テーマ曲（NHK）

2012年
- 炎の体育会TV テーマ曲（TBS）
- ファミリーヒストリー OPテーマ曲（NHK）
- オデッサの階段 テーマ曲（フジテレビ）

2013年
- クローズアップ現代 テーマ曲「Open Your Eyes」「Close Your Eyes」（NHK）
- ヒーローたちの名勝負 テーマ曲（NHK）
- NHKスペシャル 緒方貞子 戦争が終わらない この世界で（NHK）

2014年
- NHKスペシャル エネルギーの奔流 テーマ音楽（NHK）

2015年
- NHKスペシャル 生命大躍進（NHK）

2016年
- NHKスペシャル 若冲 天才絵師の謎に迫る（NHK）
- クローズアップ現代＋テーマ曲（NHK）

2017年
- ファミリーヒストリー OPテーマ曲（NHK）

#### アーティスト
- イヤホンズ
  - 2015年 - 「それが声優!」（編曲）、「プロ根！〜地獄の一丁目特訓! の巻〜」
  - 2017年 - 「一件落着ゴ用心」
- キグルミ
  - 2007年 - 「ぽ、ぽろぽろり」
  - 2008年 - 「ふしぎ、ボーケン、たまごっち」
- 松下奈緒
  - 2009年 - 「f」（ストリングス編曲）
- 舞闘冠
  - 2009年 - 「G To The Heaven」
- ももいろクローバーZ
  - 2011年 - 「Chai Maxx」、「D'の純情」
  - 2012年 - 「DNA狂詩曲」（編曲）、「空のカーテン」
  - 2013年 - 「上球物語 -Carpe diem-」、「JUMP!!!!!」
  - 2014年 - 「Chai Maxx ZERO」
  - 2016年 - 「白金の夜明け」、「伸ルカ反ルカ」（福岡ソフトバンクホークス 柳田悠岐 登場曲～オリジナル曲）
  - 2019年 - 「魂のたべもの」
- HIMEKA
  - 2012年 - 「Where I belong」
- MEG
  - 2013年 - 「SAVE」
- バニラビーンズ
  - 2014年 - 「恋のスナイパー007」
- ロッカジャポニカ
  - 2016年 - 「腹! 筋! 録!」
- ときめき♡宣伝部
  - 2018年 - 「音速（ソニック）アドベンチャー」
- ヒプノシスマイク
  - 2017年 - 「迷宮壁」
- 佐々木恵梨
  - 2015年 - 「オトニナル」
  - 2016年 - 「Be clear」
- 堀江由衣
  - 2008年 - 「Little Honey Bee」
- 野中藍
  - 2009年 - 「Sweet Sunny Day」
- 早見沙織
  - 2020年 - 「mist」
- ODDLORE
  - 2022年 - 「Hazed Reality」

#### アニメ関連曲
- テレビアニメ『ネギま!?』
  - 2007年 - 「らぶ☆センセイション」
- テレビアニメ『荒川アンダー ザ ブリッジ』
  - 2010年 - 「タイトルなんて自分で考えなさいな」

#### その他
2015年
- ラジオ深夜便 エンディングテーマ「your tuning」（NHKラジオ第一）

2017年
- 筑北村立筑北小学校 校歌「時」

2018年
- 2018信州総文祭 大会イメージソング「ここに」

### テレビ出演
- 坂崎幸之助のももいろフォーク村NEXT 第59夜｢ほぼたまいコン（サート）｣ 玉井詩織 生誕祭前夜祭 2016年5月19日（木） 生放送 フジテレビNEXT
  - 出演者：坂崎幸之助、ももいろクローバーZ ゲストミュージシャン： 新山詩織 / 秋本帆華（チームしゃちほこ） 音楽監督：武部聡志